# Base de Hilbert

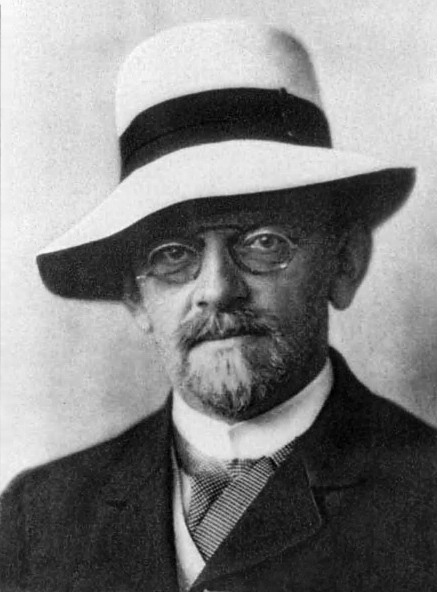
David Hilbert en 1912.

Une base de Hilbert (du nom de David Hilbert), ou encore base hilbertienne, est une généralisation aux espaces hilbertiens ou seulement préhilbertiens de la notion classique de base orthonormale en algèbre linéaire, pour les espaces euclidiens (ou hermitiens dans le cas complexe), lesquels sont de dimension finie.
Comme dans le cas des bases habituelles, il s'agit de pouvoir décomposer n'importe quel vecteur de l'espace en somme de vecteurs colinéaires à ceux de la famille choisie. Cependant dans le cas d'une base de Hilbert, on ne peut pas (généralement) écrire une égalité entre le vecteur décomposé et une combinaison linéaire finie des vecteurs de la base : on doit généralement se contenter d'une série dont les termes sont colinéaires aux vecteurs de la base, et convergeant vers le vecteur à décomposer (la notion de convergence d'une série a ici un sens car  un espace de Hilbert est en particulier un espace vectoriel normé).

## Définition
Soit H un espace préhilbertien sur le corps K des nombres réels ou des complexes et {\displaystyle F=(e_{i})_{i\in I}} une famille de vecteurs de H.
Définition — 
On dit que F est une base de Hilbert (ou base hilbertienne) de H si :
- F est une famille orthonormale de H, c'est-à-dire :{\displaystyle \forall (i,j)\in I^{2}\quad i\neq j\Rightarrow \langle e_{i}\mid e_{j}\rangle =0},{\displaystyle \forall i\in I\quad \langle e_{i}\mid e_{i}\rangle =\Vert e_{i}\Vert ^{2}=1} ;
- la famille est de plus maximale ou « complète[1] » ou « totale[2] » au sens suivant :{\displaystyle \forall x\in H\quad \exists (\lambda _{i})_{i\in I}\quad \sum _{i\in I}\lambda _{i}e_{i}=x}.

La  sommabilité de la famille de vecteurs (λiei) est celle associée à la  norme sur H. La première condition (orthonormalité) garantit l'unicité de la famille de scalaires (λi), pour tout vecteur x.
Dans le cas où H est de dimension finie, cette définition coïncide avec celle de base orthonormale. Dans le cas d'un espace de dimension infinie, le terme de base orthonormale indique très généralement une base de Hilbert.

## Approche intuitive

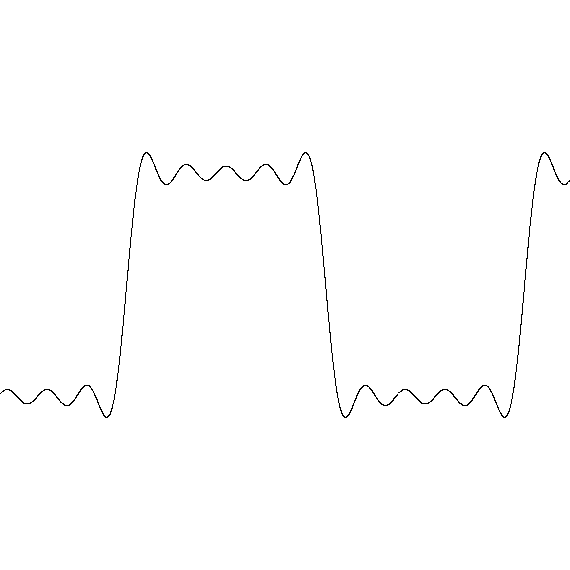
Décomposition d'une fonction créneau sur la base de Hilbert des polynômes trigonométriques. Seuls les dix premiers vecteurs de la base sont utilisés, proposant ainsi une approximation.

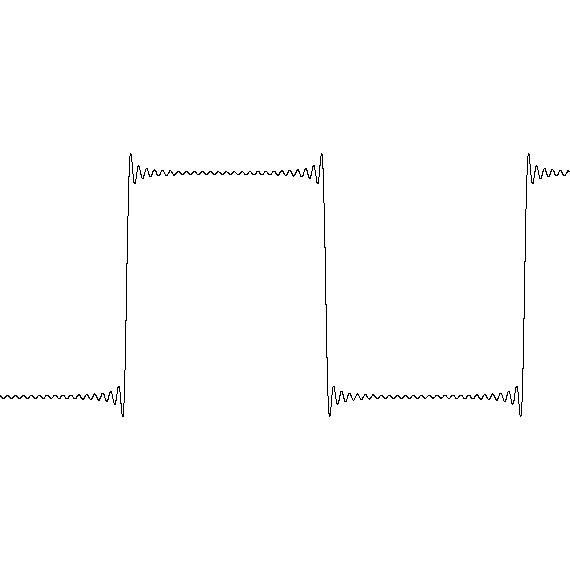
Avec 50 termes, la décomposition de la fonction créneau sur la base de Hilbert devient plus précise.

Depuis le XVIIIe siècle, les mathématiciens ont tenté de résoudre certaines questions à l'aide de séries de fonctions. Leonhard Euler détermine la somme des inverses des carrés d'entiers. L'une des démonstrations modernes utilise une série de polynômes trigonométriques. Joseph Fourier avait introduit cette approche pour étudier l'équation de la chaleur.
Le XXe siècle voit une formalisation à la fois moderne générale et géométrique de l'approche. David Hilbert considère les fonctions utilisées comme des éléments d'un espace vectoriel de dimension infinie. Il est équipé du produit scalaire suivant, permettant de bénéficier des techniques de la géométrie euclidienne :
Un espace euclidien dispose de bases orthonormales, une généralisation du théorème de Pythagore permet simplement de calculer les coordonnées d'un vecteur dans une telle base (ei). Si x est un vecteur, alors :
Il est tentant de vouloir généraliser ce résultat sur un espace de dimension infinie. Si l'espace fonctionnel dispose de bonnes propriétés une telle approche est possible. C'est le cas si l'espace est séparable, c'est-à-dire s'il existe une famille dénombrable dense, c'est-à-dire qui permet d'approcher aussi précisément que souhaité tout vecteur. Cette situation est analogue à celles des nombres réels. À une distance arbitrairement petite de tout réel se trouve un nombre rationnel. Le théorème de Stone-Weierstrass montre que tel est le cas sur de très nombreux espaces fonctionnels.
David Hilbert s'est intéressé à une autre propriété : la complétude. À l'image de la situation pour les nombres réels, toute suite de Cauchy converge dans un tel espace. La difficulté réside alors dans la signification à donner à une série contenant à priori un ensemble de termes qui n'a plus aucune raison d'être dénombrable si l'hypothèse de la séparabilité n'est plus remplie. Deux remarques permettent de résoudre cette question. L'ensemble des termes non nuls est toujours au plus dénombrable. De plus, la convergence de la série est absolue, garantissant ainsi que l'ordre dans lequel les éléments sont pris n'a aucune conséquence sur la limite de la série.

## Propriétés

### Inégalité de Bessel et coefficients de Fourier
Une première majoration joue un rôle important  pour établir les propriétés d'une base de Hilbert. Elle porte le nom d'inégalité de Bessel.
Inégalité de Bessel — 
Soient E un sous-espace vectoriel fermé de H, {\displaystyle (f_{i})_{i\in I}} une base de Hilbert de E et {\displaystyle x} un élément de H. Alors l'ensemble des indices i pour lesquels {\displaystyle \langle x,f_{i}\rangle \neq 0} est au plus dénombrable, et la série suivante est convergente et majorée par le carré de la norme de {\displaystyle x} :
L'égalité n'a lieu que si {\displaystyle x\in E}.
Le cas d'égalité est toujours vérifié si E est égal à H, il prend le nom d'égalité de Parseval. C'est une généralisation du théorème de Pythagore, utilisée dans le cadre des séries de Fourier.
La démonstration de l'inégalité de Bessel contient la propriété suivante :
Proposition — Une famille orthonormale de H est une base de Hilbert si et seulement si elle est totale, c'est-à-dire si le sous-espace vectoriel qu'elle engendre est dense dans H.
Ainsi, en dimension infinie, une base de Hilbert B de H n'est pas une base au sens algébrique du terme, mais une base orthonormale d'un sous-espace dont seule l'adhérence est égale à H (bien que l'ensemble B lui-même soit fermé).
L'égalité de Parseval permet de déterminer l'expression d'un élément x dans une base hilbertienne (ei) de H :
Théorème et définition — 
Si (ei) est une base hilbertienne de H, l'égalité suivante est vérifiée :
Les coefficients {\displaystyle \langle x,e_{i}\rangle } sont appelés coefficients de Fourier de x, et constituent l'unique famille de coefficients permettant d'exprimer x dans la base de Hilbert.
Ainsi, à l'image de la situation pour une base au sens algébrique, il existe une et une unique manière d'exprimer un vecteur dans une base de Hilbert, mais en général comme une série et non plus une somme finie.

### Dimension hilbertienne
On peut définir la dimension hilbertienne d'un espace préhilbertien comme le cardinal de toute partie orthonormale maximale pour l'inclusion. En effet, le lemme de Zorn (ou celui de Tukey) garantit l'existence de telles parties, et elles ont toutes même cardinal d'après le théorème suivant :
Théorème — Dans l'espace préhilbertien H, si B est une partie orthonormale maximale, alors le cardinal de toute partie orthonormale est majoré par celui de B.
Cependant, cette notion n'est pas très utile dans le cadre général des espaces préhilbertiens. En effet, toute base hilbertienne de H est évidemment orthonormale maximale (donc toutes les bases hilbertiennes de H, s'il en existe, ont même cardinal), mais la réciproque est fausse (H peut même — cf. contre-exemple ci-dessous — posséder un sous-espace dense de dimension hilbertienne différente donc sans base hilbertienne). Elle est vraie cependant si H est complet, ce qui garantit l'existence de bases hilbertiennes pour les espaces de Hilbert et permet de classifier ceux-ci à isomorphisme près par leur dimension hilbertienne :
Proposition — Dans un espace de Hilbert, une partie est orthonormale maximale (si et) seulement si c'est une base hilbertienne.

### Existence
Sans l'hypothèse de complétude, l'existence d'une base hilbertienne n'est pas garantie. Cependant :
Théorème — 
Tout espace préhilbertien séparable possède une base hilbertienne.

## Exemples

### Espace de suites
Dans l'espace de Hilbert ℓ2(ℕ), la base hilbertienne canonique est la famille (δn)n∈ℕ. Plus généralement, dans ℓ2(X) où X est un ensemble quelconque, la base hilbertienne canonique est (δx)x∈X, où l'élément δx de ℓ2(X) est défini par : δx(x) = 1 et tous les autres δx(y) sont nuls. (Si X est fini, c'est la base orthonormale canonique de l'espace euclidien ou hermitien correspondant.)
Voici deux autres exemples de bases hilbertiennes, cette fois pour L2([0,1]) (que l'on peut facilement transformer en bases hilbertiennes de L2([a, b]) pour un intervalle [a, b] arbitraire, par changement de variable).

### Système trigonométrique
L'exemple classique de base de Hilbert (et même l'origine du concept) est l'ensemble des fonctions trigonométriques
{\displaystyle \{x\mapsto {\sqrt {2}}\cos(2\pi nx)\mid n\in \mathbb {N} \}\cup \{x\mapsto {\sqrt {2}}\sin(2\pi nx)\mid n\in \mathbb {N} ^{*}\}}.
Ces fonctions ne forment pas une base au sens algébrique, car elles ne constituent pas une famille génératrice de L2([0,1]). Plus précisément, elles forment une base du sous-espace des polynômes trigonométriques.
Le fait que cette famille soit totale est connu sous le nom de théorème de Riesz-Fischer.

### Système de Haar
La famille d'ondelettes de Haar (ψn,k), indexée par n et k, entiers naturels tels que k < 2n, forme également une base de Hilbert de L2([0,1]). Ces fonctions sont définies à partir de l'ondelette mère ψ donnée par
{\displaystyle \psi (x)=\left\{{\begin{array}{ll}1&{\textrm {si}}\quad 0\leq x<{\frac {1}{2}},\\-1&{\textrm {si}}\quad {\frac {1}{2}}\leq x<1,\\0&{\textrm {sinon,}}\\\end{array}}\right.}
en posant
{\displaystyle \psi _{n,k}(x)=2^{n/2}\psi (2^{n}x-k)~} .